# Paul G. Kirk Jr.
Paul Grattan Kirk Jr. (ur. 18 stycznia 1938 w Newton w Massachusetts) – amerykański polityk, przewodniczący Krajowego Komitetu Partii Demokratycznej (1985–1989), przewodniczący rady nadzorczej biblioteki prezydenckiej im. Johna F. Kennedy’ego, współprzewodniczący bezpartyjnej komisji ds. debat prezydenckich.
24 września 2009 gubernator Massachusetts Deval Patrick ogłosił, iż wyznaczył Kirka na miejsce zmarłego Senatora Edwarda Kennedy’ego na podstawie świeżo uchwalonego prawa, dającego gubernatorowi taką możliwość. Zasiadał w Senacie do rozstrzygnięcia przedterminowych wyborów w styczniu 2010.